# Wissarion (Puiu)
Wissarion, imię świeckie Victor Puiu (ur. 27 lutego 1879 w Pascani, zm. 13 sierpnia 1964) – rumuński biskup prawosławny.

## Życiorys

### Wczesna działalność
Był synem prawosławnego duchownego Ioana Puiu i jego małżonki Eleny. Naukę w seminarium duchownym rozpoczął w Romanie, ukończył zaś w Jassach. W 1905 uzyskał stopień licencjata na wydziale teologicznym w Bukareszcie. 22 grudnia tego samego roku złożył wieczyste śluby mnisze, zaś 25 grudnia w kaplicy należącej do rumuńskiej parafii prawosławnej w Paryżu został wyświęcony na hierodiakona.
Po powrocie do Rumunii został skierowany do służby w soborze katedralnym w Romanie. W 1907 wyjechał na dalsze studia teologiczne na Kijowskiej Akademii Duchownej, gdzie uczył się przez rok. 6 grudnia 1908 w soborze św. Mikołaja w Gałaczu został wyświęcony na hieromnicha przez metropolitę Mołdawii Pimena. W soborze w Gałaczu służył do 1918, od 1909 jako archimandryta. Od 1909 był również kierownikiem kancelarii eparchii Dolnego Dunaju i rektorem miejscowego seminarium duchownego. W 1918, gdy Rumunia zajęła Besarabię, archimandrycie Wissarionowi powierzono prowadzenie seminarium duchownego w Kiszyniowie (dotąd należącego do Rosyjskiego Kościoła Prawosławnego, w ramach eparchii kiszyniowskiej), a następnie także nadzór nad monasterami w Besarabii.

### Biskup

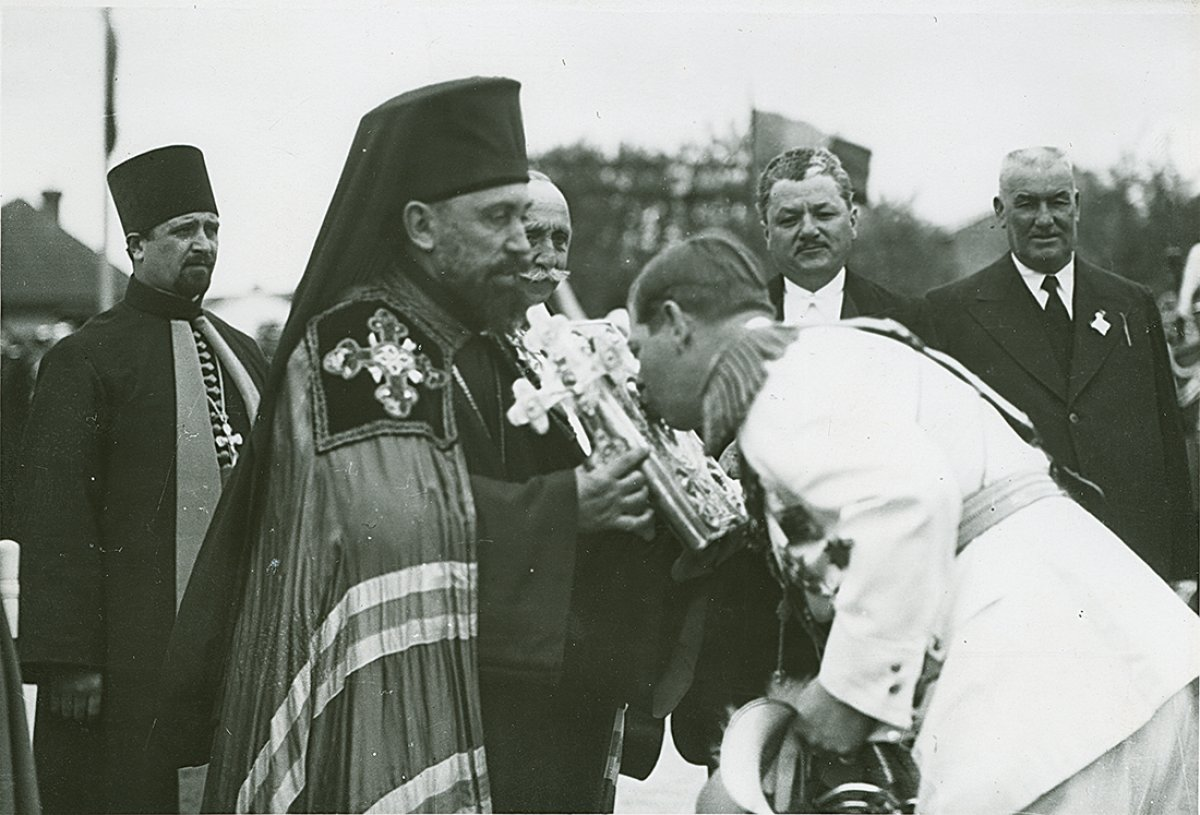
Metropolita Wissarion podejmuje króla Karola II na ceremonii konsekracji wzniesionego z inicjatywy hierarchy soboru w Bielcach, 1935

25 marca 1921 w soborze Zaśnięcia Matki Bożej w Curtea de Argeș został wyświęcony na biskupa Argeș. Jego chirotonię poprowadził metropolita-zwierzchnik Rumuńskiego Kościoła Prawosławnego Miron. Po dwóch latach został przeniesiony na katedrę chocimską, zaś w 1935 objął urząd metropolity bukowińskiego oraz arcybiskupa czerniowieckiego. Na terenie metropolii wzniósł nową rezydencję ordynariusza eparchii w Bielcach, ufundował szereg szkół, sanatorium, drukarnię, współfinansował budowę wodociągów i kanałów ściekowych w Bielcach, jak również zbudował nowy sobór katedralny. W Czerniowcach zakończył zainicjowaną przez poprzedniego metropolitę Bukowiny budowę soboru św. Mikołaja, nadto zaś fundował stołówki robotnicze, współfinansował miejski pałac kultury i uzdrowisko Vatra Dornei. Utrzymywał kontakty z Rosyjskim Kościołem Prawosławnym poza granicami Rosji, udzielał pomocy finansowej świętym miejscom prawosławia położonym pod opieką Patriarchatów Jerozolimskiego i Antiocheńskiego. W 1939 wystosował list protestacyjny do Stalina, wzywając do zaprzestania prześladowań Cerkwi w Rosji. Jego poglądy polityczne były silnie antykomunistyczne.
Jako jedyny biskup Rumuńskiego Kościoła Prawosławnego sprzeciwił się decyzji patriarchy Rumunii Mirona dotyczącej wprowadzenia w Kościele kalendarza gregoriańskiego. W 1940, wskutek konfliktu z królem Karolem, został zmuszony do odejścia w stan spoczynku.

### Działalność podczas II wojny światowej
Od listopada 1942 do grudnia 1943 był metropolitą Naddniestrza (zajmowanej przez Rumunów Transnistrii), z katedrą w Odessie. Otworzył szereg cerkwi zamkniętych w okresie stalinowskim, starał się organizować działalność charytatywną metropolii i prowadzić aktywność misyjną. Dopuszczał używanie w cerkwiach kalendarza juliańskiego i języka cerkiewnosłowiańskiego. W sierpniu 1944 wyjechał do Zagrzebia, by reprezentować patriarchę rumuńskiego Nikodema na intronizacji zwierzchnika Chorwackiego Kościoła Prawosławnego – metropolity Hermogena. Rumuński Kościół Prawosławny był jedyną kanoniczną Cerkwią autokefaliczną, która uznała – z powodów politycznych – Cerkiew Chorwacką za kanoniczną. Dowiedziawszy się o zamachu stanu w Rumunii, zawieszeniu broni i wkroczeniu Armii Czerwonej do Rumunii, metropolita Wissarion nie wrócił do ojczyzny, obawiając się aresztowania i śmierci.

### Działalność na emigracji
Z Zagrzebia metropolita Wissarion pragnął dotrzeć do Wiednia, został jednak zatrzymany w okolicach Salzburga i tam na krótko uwięziony, pod zarzutem członkostwa w Żelaznej Gwardii. Ostatecznie w 1945 zwolniono go, co pozwoliło mu na wyjazd do Włoch, gdzie spotkał się m.in. z papieżem Piusem XII. Następnie przez trzy lata mieszkał w Szwajcarii. 21 lutego 1946 rumuński Trybunał Ludowy zaocznie skazał go na śmierć, uznając go za winnego zbrodni wojennych w Transnistrii.
Na mocy ustaleń poczynionych wcześniej z patriarchą Nikodemem, również antykomunistą, Wissarion utworzył za granicą autonomiczną Rumuńską Eparchię Europy Zachodniej, która weszła w skład Rosyjskiego Kościoła Prawosławnego poza granicami Rosji, by nie podlegać Patriarchatowi Rumuńskiemu – potencjalnej ofierze komunistycznej infiltracji i nacisków. Katedrą administratury został sobór Świętych Archaniołów w Paryżu, tam też rozmieszczono rezydencję biskupią. Sam Wissarion mieszkał początkowo w Niemczech, następnie w różnych miejscach we Francji, by osiąść ostatecznie w Viels Maisons.
W 1950 Synod Rumuńskiego Kościoła Prawosławnego pod przewodnictwem patriarchy Justyniana oskarżył metropolitę Wissariona o zorganizowanie „szkodliwej zagranicznej grupy prawosławnej” oraz o działanie na szkodę Kościoła, czego wyrazem miał być opublikowany na łamach rumuńskiego pisma greckokatolickiego, jeszcze w 1925, artykułu, w którym wyraził szacunek wobec katolicyzmu i papieża. Zarzucono mu opuszczenie Rumunii bez zgody władz kościelnych i działanie w charakterze agenta imperialistycznego, zdradę interesów narodu rumuńskiego. Metropolitę pozbawiono wszystkich godności kościelnych, za nieważne uznano również jego śluby mnisze. Podjęta pod naciskiem władz komunistycznej Rumunii decyzja została przez Wissariona zignorowana, a jego zagraniczna eparchia rumuńska funkcjonowała bez zmian. Nigdy nie udało mu się jednak zjednoczyć w swojej jurysdykcji wszystkich emigracyjnych rumuńskich placówek prawosławnych. Znacznym problemem dla metropolity okazały się również wewnętrzne konflikty wśród rumuńskiej emigracji, ponadto część podległych mu duchownych domagała się zerwania z Rosyjską Cerkwią Zagraniczną i przystąpienia do Patriarchatu Konstantynopolitańskiego, by uniknąć izolacji. Rozczarowany postawą rumuńskiego duchowieństwa, w tym wyświęconego na jego prośbę biskupa pomocniczego Teofila, jak również stałymi konfliktami w środowisku emigracyjnym, w 1958 Wissarion ogłosił samolikwidację swojej eparchii. Resztę życia przeżył w ubóstwie i zapomnieniu.

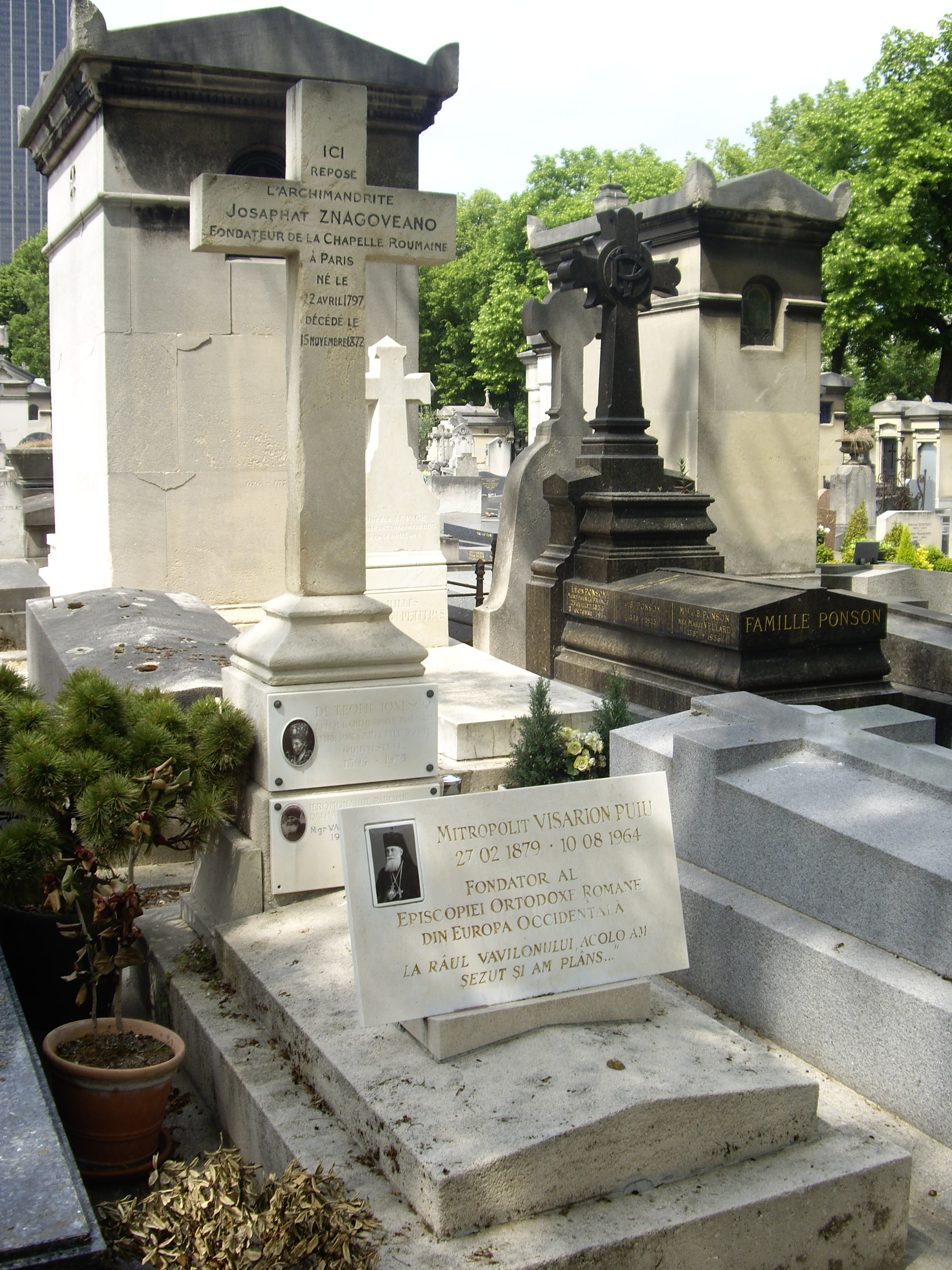
Nagrobek metropolity Wissariona na cmentarzu Montparnasse

Zmarł w 1964. Jego pogrzeb odbył się w kościele katolickim w Viels Maisons pod przewodnictwem rumuńskiego duchownego z Niemiec, Emiliana Vasiloschiego. Śmierć metropolity upamiętnił również Zachodnioeuropejski Egzarchat Parafii Rosyjskich. Po kilku latach szczątki duchownego sprowadzono z cmentarza w Viels Maisons na cmentarz Montparnasse w Paryżu.
W 1990 Rumuński Kościół Prawosławny anulował decyzję Synodu sprzed czterdziestu lat, uznając pozbawienie go stanu duchownego i godności za nieważne. Nigdy nie został natomiast anulowany wyrok śmierci wydany na niego przez komunistyczny trybunał.